# Villa d'Entremonts
La villa d'Entremonts (parfois orthographiée villa d'Entremont), est un bâtiment vaudois situé sur le territoire de la commune d'Yverdon-les-Bains en Suisse.

## Histoire
La villa a été construite en 1778 par le chevalier David-Philippe de Treytorrens qui, originaire de la ville, revint s'y établir après avoir fait fortune au service de la Compagnie des Indes. Elle reste propriété familiale jusqu'en 1840, année de son rachat par le propriétaire des Bains et de l'hôtel attenant. En 1960, le propriétaire d'alors fait une demande pour détruire la villa et la remplacer par un immeuble de 12 étages ; la municipalité réagit en refusant cette demande et en achetant le bâtiment ainsi que le jardin attenant pour 700 000 francs.
Depuis, le bâtiment est inscrit comme bien culturel suisse d'importance nationale. Son rez-de-chaussée a été transformé en appartement, occupé pendant plusieurs années par l'ancien syndic Olivier Kernen, alors que le premier étage est loué aux hôtels de la région pour l'organisation de conférences et de séminaires.

## Description
La villa se situe dans le jardin du centre thermal, non loin du Grand hôtel des Bains à qui elle a souvent servi d'appoint. Bâtie en grande partie dans un style Louis XVI, elle compte trois étages. Le rez-de-chaussée, originellement dédié à la cuisine et aux communs, a été transformé en appartement en 1988. Les deux étages supérieurs offrent chacun un appartement de 5 pièces sur 240 m2.